# Gregory Boyer
Gregory „Greg“ Vaitl Boyer (* 5. Februar 1958 in New York City) ist ein ehemaliger Wasserballspieler aus den Vereinigten Staaten. Er gewann eine olympische Silbermedaille sowie einmal Gold bei Panamerikanischen Spielen.

## Karriere
Gregory Boyer spielte Wasserball an der Aviation High School in New York City und besuchte danach die University of California, Santa Barbara. Mit dem Team seiner Universität gewann Boyer 1979 den Meistertitel der National Collegiate Athletic Association. 1979 siegte er mit der Studentenauswahl der Vereinigten Staaten bei der Universiade in Mexiko-Stadt. Nach seiner Graduierung 1979 war Boyer beim Industry Hills Water Polo Club, mit dem er 1981, 1982 und 1984 den Meistertitel der Vereinigten Staaten gewann. Ab 1985 spielte er beim Santa Barbara Water Polo Club und ab 1989 bei den Santa Barbara Masters.
Von 1981 bis 1988 spielte der 1,90 Meter große Boyer in der Nationalmannschaft der Vereinigten Staaten. Bei der Weltmeisterschaft 1982 in Guayaquil belegte die Mannschaft den sechsten Platz. 1984 gelang Boyer nicht der Sprung ins Olympiaaufgebot.
Bei der Weltmeisterschaft 1986 in Madrid belegte die Mannschaft den vierten Platz hinter den Teams aus Jugoslawien, Italien und der Sowjetunion. Das Spiel um die Bronzemedaille verloren die Amerikaner nach der zweiten Verlängerung mit 6:8 gegen die sowjetische Mannschaft. Boyer erzielte in diesem Spiel einen der sechs Treffer. Im Jahr darauf siegte das US-Team bei den Panamerikanischen Spielen in Indianapolis vor Kuba und Brasilien. Bei den Olympischen Spielen 1988 in Seoul erreichte die Mannschaft aus den Vereinigten Staaten trotz eines 7:6-Sieges über Jugoslawien in der Auftaktpartie der Vorrunde das Halbfinale nur als Gruppenzweite hinter den Jugoslawen. Nach einem 8:7 im Halbfinale gegen die Mannschaft aus der Sowjetunion verloren die Amerikaner das Finale mit 7:9 gegen die Jugoslawen. Boyer warf im Turnier vier Tore, davon eins im Endspiel.
Boyer besuchte nach seiner Graduierung das Western State College of Law und wurde 1993 als Anwalt zugelassen. Dem Wasserball blieb er als international tätiger Schiedsrichter verbunden. 2000 in Sydney war er Schiedsrichter beim Olympiaturnier.